# Ракшава (гміна)
Гміна Ракшава (пол. Gmina Rakszawa) — сільська гміна у східній Польщі. Належить до Ланьцутського повіту Підкарпатського воєводства.
Станом на 31 грудня 2011 у гміні проживало 7288 осіб.

## Територія
Згідно з даними за 2007 рік площа гміни становила 66.37 км², у тому числі:
- орні землі: 52.00%
- ліси: 41.00%

Таким чином, площа гміни становить 14.69% площі повіту.

## Населення
Станом на 31 грудня 2011:
| Опис     | Загалом | Загалом | Чоловіки | Чоловіки | Жінки | Жінки |
| -------- | ------- | ------- | -------- | -------- | ----- | ----- |
| одиниця  | осіб    | %       | осіб     | %        | осіб  | %     |
| все      | 7288    | 100     | 3617     | 49.63    | 3671  | 50.37 |
| міське   | 0       | 100     | 0        |          | 0     |       |
| сільське | 7288    | 100     | 3617     | 49.63    | 3671  | 50.37 |

## Сусідні гміни
Гміна Ракшава межує з такими гмінами: Жолиня, Лежайськ, Соколів-Малопольський, Чорна.